# Berengaudus

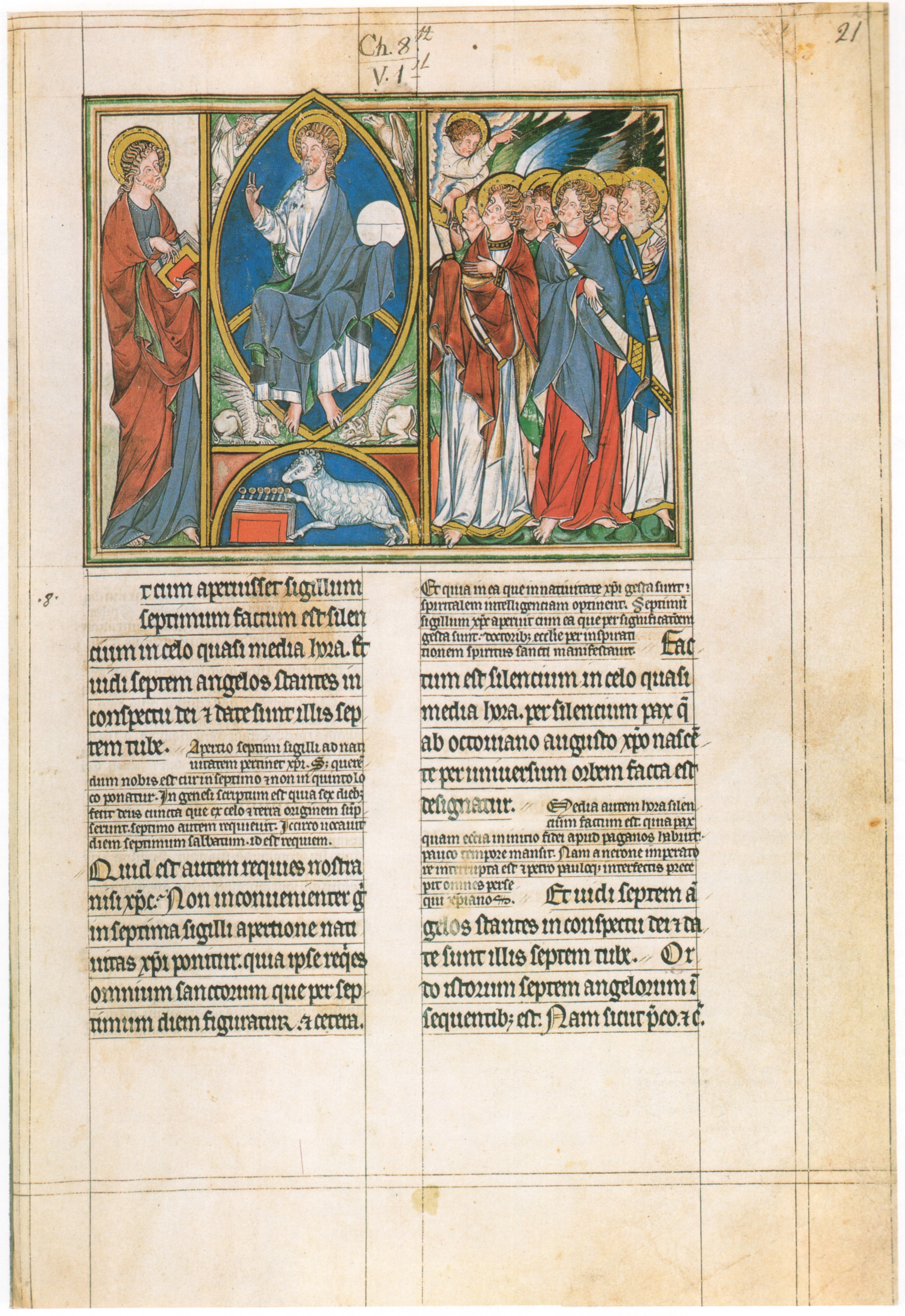
En esta página del Douce Apocalipsis, c. 1270, la letra pequeña traduce (al francés) el texto del comentario de Berengaudus, al lado el texto latino

Berengaudus (840–892) fue un monje benedictino, supuesto autor de la Expositio super septem visiones libri Apocalypsis, un comentario latino del Libro de Revelation. Tradicionalmente se le ha supuesto monje de la Abadía de Ferrières, en tiempos de Lupus Servatus. Pero esta atribución ha sido cuestionada, ya que la Expositio sería más tardía (hacia el siglo XII) en que fue muy difundida en forma de manuscrito. Fue impresa dentro de Patrologia Latina vol. XVII por Ambrose, según una atribución de Cuthbert Tunstall.

## Fecha de laExpositio
Se ha argumentado, recientemente, que aunque la fecha de la Expositio no se puede fijar con certeza, se puede asegurar que está más cerca del siglo XII que del siglo IX. Pero también se ha dicho que "Berengaudus" era contemporáneo de Anselm de Laon; por lo que sería un poco anterior, c.1040. Finalmente Visser argumentó por la familiaridad en los comentarios de Haimo de Auxerre, y una evidencia interna de unos versos acrósticos, que la identificación tradicional es válida.